# Farväl Falkenberg
Farväl Falkenberg (Engelse titel: Falkenberg Farewell) is een Zweedse dramafilm uit 2006 van Jesper Ganslandt.

## Verhaal
Vijf jongens groeiden samen op in het Zweedse kuststadje Falkenberg. Inmiddels zijn ze volwassen, maar nog steeds bevriend. Ze brengen net als vroeger hun zomer samen door, vermoedelijk hun laatste zomer in de plaats waar ze opgroeiden.

## Rolverdeling
| Acteur             | Personage                 |
| ------------------ | ------------------------- |
| John Axel Eriksson | John                      |
| Holger Eriksson    | Holger                    |
| David Johnson      | David                     |
| Jesper Ganslandt   | Jesper                    |
| Jörgen Svensson    | Jörgen                    |
| Rolf Sundberg      | Vader van Jesper          |
| Ulla Jerndin       | Moeder van Holger en John |
| Per-Ola Eriksson   | Vader van Holger en John  |
| Helena Svensson    | Moeder van Jörgen         |

## Achtergrond
Farväl Falkenberg ging op 8 september 2006 in première op het filmfestival van Venetië en kwam twee weken later uit in Zweden.